# 葛宇路
葛宇路（1990年—）， 湖北武汉人，本科毕业于湖北美术学院动画学院，硕士毕业于中央美术学院实验艺术系。曾制造多起行为艺术，因“葛宇路”事件受到大众关注。

## 搬运北京公交站牌到武汉
在2015年，葛宇路将北京公交的东湖站站牌拆卸下来并运至武汉，安装在东湖水面上。

## 葛宇路事件
百子湾南一路是北京市朝阳区的一条道路，雖然该路于2005年已經命名，但其中黄木厂路至九龙山路的路段由于开发商未将管理权移交市政，因而一直未挂任何路牌。
2013年，葛宇路利用自己的名字在未得到相关部门的批准下于该路悬挂了葛宇路的路牌，作为一种艺术设计。此后该名称逐渐被高德地图、百度地图等网络地图服务收录为路名，一些交警在此路段给违章停车的车辆开具罚单时也会将地点写为双井街道葛宇路，市政部门对此路段上的路灯也以葛宇路进行编号。2017年葛宇路从中央美术学院毕业，在毕业设计展上展示的“葛宇路”路牌在知乎蹿红，引发大量媒体报道，并引起了政府有关部门的注意。由于有關部門認為“葛宇路”名称违反地名管理有关法规，该段路牌于2017年7月13日被拆除，所有路灯的编号牌也被全部铲掉替换为百子湾南一路。评论认为此现象反映了地名管理部门的失职。

## 旗杆顶放置阳具模型被处分
2017年7月29日，葛宇路因违反校纪校规，被中央美院给予违纪处分。不过此次处分与“葛宇路”路牌无关，只是在学校犯了一些错误接受的处分。真实原因是葛宇路把一根阳具模型放在了中央美院旗杆顶上，几天后被发现，被学校记过处分。